# Ann Leckie
Ann Leckie   (Toledo, 2 de març de 1966) és un autora i editora estatunidenca de ciència-ficció i fantasia. Va debutar l'any 2013 amb la novel·la Justícia Auxiliar, amb la qual va guanyar el Premi Hugo 2014 a la Millor novel·la, així com el Nebula Award, el Premi Arthur C. Clarke i Premi BSFA. Les seves seqüeles Espasa Auxiliar i Pietat Auxiliar van guanyar cadascuna el Premi de Locus i van ser nominades al Nebula Award.

## Carrera professional
Es va criar a St. Louis, Missouri, i va esdevenir una gran aficionada a la ciència-ficció. De ben jove va intentar, sense èxit, publicar les seves pròpies obres del gènere. Una de les seves poques publicacions d'aquella època va ser era una història sense signar a la publicació True Confessions.
Després de tenir els seus dos fills, els anys 1996 i 2000, l'avorriment d'estar-se tot el dia a casa la va motivar a escriure un primer esborrany de Justícia Auxiliar pel «Mes Nacional d'Escriptura de Novel·les» 2002. L'any 2005 va assistir al Taller d'Escriptura Clarion West, on ensenyava l'Octavia Butler. Després d'això, va estar escrivint Justícia Auxiliar durant sis anys fins que, finalment, l'editorial Orbit la va seleccionar l'any 2012.
Ha publicat nombroses històries curtes, publicades a Subterranean Magazine, Strange Horizons i Realms of Fantasy. Algunes d'elles han estat han estat seleccionades per a ser incloses a reculls d'El millor de l'any, com a la The Year's Best Science Fiction & Fantasy, editeda per Rich Horton.
Va editar la revista en línia de ciència-ficció i fantasia Giganotosaurus de 2010 a 2013, i és editora ajunta del podcast PodCastle. Va ser secretària de la Science Fiction and Fantasy Writers of America de 2012 a 2013.

### Trilogia Imperial Radch
La novel·la que va significar el seu debut, Justícia Auxiliar, el primer llibre de la trilogia d'aventures espacials "Imperial Radch", va ser publicada l'octubre de 2013 amb èxit aclaparador de crítica i va obtenir els principals premis de ciència-ficció en anglès. La seqüela, Espasa Auxiliar, es va publicar l'octubre de 2014 i la conclusió, Pietat Auxiliar es va publicar l'octubre de 2015.
"El verí Lent de la nit " (2014) i "Em Mana i Obeeixo" (2014) són històries curtes amb trames que succeeixen al mateix univers.

### Properes novel·les
L'any 2015, Orbit Books va adquirir dues novel·les més de l'autora. La primera, Provenance, es va publicar el 3 d'octubre de 2017 i s'ubica a l'univers de l'Imperial Radch. La segona és una novel·la de ciència-ficció sense relació amb les anteriors trames.

### Novel·les

#### Univers Auxiliar

##### Trilogia Imperial Radch
1. Justícia auxiliar, Orbit, 1 d'octubre de 2013, ISBN 978-0-356-50240-3
2. Espasa auxiliar, Orbit, 7 d'octubre de 2014, ISBN 978-0-356-50241-0
3. Pietat auxiliar, Orbit, 6 d'octubre de 2015, ISBN 978-0-356-50242-7

##### Altres novel·les
- Provenance, Orbit, 26 de setembre de 2017, ISBN 978-0-316-38867-2

##### Històries curtes en l'univers Auxiliar
- "El verí Lent de la nit ," en Tor.com (2014)
- "Em Mana i Obeeixo" (2014)

### Ficció curta
- "Hesperia i Glòria," Revista Subterrània 4, 2006 (reprinted dins Ficció de Ciència: El Millor de l'Any 2007 Edició, va editar per Ric Horton)
- "Déus de pantà," Horitzons Estranys, 7 de juliol de 2008
- "El Déu d'Au," Helix #8, (reprinted en la ficció de Ciència Millor de l'Any & Fantasia, 2009 editat per Ric Horton)
- "El Campament en perill," Clockwork Phoenix 2, 2009 (reproduït a The Year's Best Science Fiction & Fantasy, 2010, editat per Ric Horton)
- "El Déu Desconegut," Reialmes de Fantasia, febrer 2010
- "Estimat del Sol," A sota Ceaseless Cels, 21 d'octubre de 2010
- "Verge, Mare, Vella," Reialmes de Fantasia, desembre 2010

### Revisions i estudis crítics dels treballs de Leckie
- Sparks, Cat (Feb–Mar 2014). "[Revisió sense títol]". Coda. Revisions. Falta indicar la publicació . : 105. Revisió de Justícia Auxiliar.

## Premis i nomenaments
- Justícia subsidiària (2013)
  - 2013: guanyat el Premi de Nebulosa per Novel·la Millor
  - 2013: guanyat el Premi de BSFA per Novel·la Millor
  - 2013: guanyat el Kitschies Premi Tentacle Daurat (Debut)[15]
  - 2014: guanyat l'Hugo Premi per Novel·la Millor
  - 2014: guanyat l'Arthur C. Clarke Premi
  - 2014: guanyat el Premi de Locus per Primera Novel·la Millor
  - 2014: guanyat el Premi de Fantasia britànic per bé Nouvingut (la Sydney J. Bounds Premi)
  - 2016: guanyat el Prix Bob Morane per Novel·la Traduïda Millor (França)[16]
  - 2016: guanyat el Seiun Premi per Novel·la Traduïda Millor (Japó)[17]
  - 2013: Nomenat pel James Tiptree, Jr. Premi
  - 2013: Nomenat pel Philip K. Dick Premi[18]
  - 2014: Finalista pel John W. Campbell Premi Commemoratiu per Novel·la de Ficció de Ciència Millor[19]
  - 2014: Finalista pel Compton Premi de Pocavergonya[20]
- Espasa subsidiària (2014)
  - 2014: guanyat el Premi de BSFA per Novel·la Millor[21]
  - 2015: guanyat el Premi de Locus per Novel·la de Ficció de Ciència Millor
  - 2014: Nomenat pel Premi de Nebulosa per Novel·la Millor[22]
  - 2015: Finalista per l'Hugo Premi per Novel·la Millor[23]
- Pietat subsidiària (2015)
  - 2016: guanyat el Premi de Locus per Novel·la de Ficció de Ciència Millor[24]
  - 2015: Nomenat pel Premi de Nebulosa per Novel·la Millor[25]
  - 2016: Finalista per l'Hugo Premi per Novel·la Millor[26]
  - 2016: Nomenat pel Premi de Drac per Novel·la de Ficció de Ciència Millor[27]
- Imperial Radch trilogia (2013–2015)
  - 2017: Patrick Marcel va guanyar Magnífic Prix de l'Imaginaire per Traductor Millor (Jacques Chambon Premi de Traducció) per Les Chroniques du Radch, tomes 1 à 3 (França)
  - 2017: Nomenat per Magnífic Prix de l'Imaginaire per Novel·la Estrangera Millor (França)[28]
  - 2017: Nomenat pel Seiun Premi per Novel·la Traduïda Millor (Japó)[29]

## Vida personal
Leckie es va llicènciar en Música per la Universitat de Washington l'any 1989. Des d'aleshores va fer diverses feines, des de cambrera, passant per recepcionista o enginyera de so. Està casada amb David Harre, amb qui té un fill i filla, i viu amb la seva família a St. Louis, Missouri.